# نهنگ‌چسب
نهنگ‌چسب‌ها خانواده‌ای از کشتی‌چسب‌ها هستند که در دوران لاروی خود را به بدن نهنگ‌های بی‌دندان می‌چسبانند. گرچه اغلب، نهنگ‌چسب‌ها را انگل نامیده‌اند اما رابطه آن‌ها با نهنگ‌ها نمونه‌ای از همسُفرگی اجباری است بدین معنی که نهنگ‌چسب‌ها نه به میزبان خود آسیب می‌زنند و نه به او سودی می‌رسانند.
خانواده نهنگ‌چسب‌ها، نهنگ‌چسبان (نام علمی: Coronulidae) نامیده می‌شود.